# Bıyıklı, Koçarlı
Bıyıklı là một thị trấn thuộc huyện Koçarlı, tỉnh Aydın, Thổ Nhĩ Kỳ. Dân số thời điểm năm 2010 là 1.561 người.